# Mater semper certa est
Mater semper certa est („die Mutter ist immer sicher“) ist ein römischer Rechtssatz, der die Zuschreibung der Mutterschaft bestimmt. Im Rechtssinne knüpft die unwiderlegliche Vermutung daran an, dass biologisch beweisführende Ereignisse wie Schwangerschaft und Geburtsvorgang offensichtlich und daher selbstevident sind.

## Herkunft des Sprichworts
In den spätantiken Digesten, ist der Iulius Paulus zugeschriebene spätklassische Rechtsgrundsatz „Quia mater semper certa est, etiam si volgo conceperit: pater vero is est, quem nupitae demonstrant“ (deutsch: „Während die Mutter gewiss ist, auch wenn sie unehelich empfangen hat, ist der Vater tatsächlich der, den die Ehe als solchen ausweist“) enthalten. Als Faktum gilt dabei, dass Mutter eines Kindes stets die Frau ist, die das Kind geboren hat. Diese Regel war für Juristen jahrhundertelang unproblematisch. Im Römischen Reich diente sie vor allem dazu, dass Eltern nicht zur Aussage gegen die eigenen Kinder vor Gericht vorgeladen werden durften. In diesem Zusammenhang war zu klären, wer die Eltern eines bestimmten Kindes sind. Allerdings konnten die Eltern eines Kindes (zeitweilig) unbekannt sein; dies traf z. B. oft auf Findelkinder zu.

## Bedeutung des Rechtsgrundsatzes in der Gegenwart
In der Gegenwart wurde der in den Digesten festgehaltene Grundgedanke im deutschsprachigen Raum in Österreich seit 1992 durch die Formulierung: „Mutter ist die Frau, die das Kind geboren hat“ (vgl. § 143 ABGB) und in Deutschland mit Wirkung ab 1998 durch die Formulierung: „Mutter eines Kindes ist die Frau, die das Kind geboren hat“ (vgl. § 1591 BGB) im Zuge von Kindschaftsrechtsreformen gesetzlich festgehalten. Die Mutterschaft kann nicht angefochten, lediglich durch Adoption aufgelöst werden. Gültigkeit kann der Rechtssatz nicht für alle weltweit existierenden Rechtsordnungen in Anspruch nehmen. Kategorien wie Mütterlichkeit oder soziale Elternschaft spielen im Bezugssystem einer Rechtsordnung allenfalls unter Bezugnahme auf das Kindeswohl eine Rolle.
Als neue Phänomene müssen Eizellspenden, Leihmutterschaften und In-vitro-Fertilisationen berücksichtigt werden. Als Reaktion auf neue Fortpflanzungstechniken musste im Recht der Gegenwart vor allem das Problem gelöst werden, wer als Mutter gilt, wenn die Geburt nicht durch die genetische Mutter erfolgt(e).
Die Zuordnung einer Vaterschaft gestaltet sich gemäß § 1592 BGB in Deutschland komplizierter, denn sie ergibt sich rechtlich für jenen Mann, der mit der Mutter zum Zeitpunkt der Geburt entweder verheiratet ist (§§ 1297 ff. BGB), der die Vaterschaft anerkennt (§§ 1594 ff. BGB) oder dessen Vaterschaft gerichtlich festgestellt wird (§ 1600d BGB, §§ 169 ff. FamFG). Elterliche Rechte werden durch den Akt der Zeugung nicht automatisch garantiert, vielmehr muss der leibliche Vater auch zum rechtlichen Vater werden. Das bedeutet umgekehrt, dass selbst bei offenkundigem Auseinanderfall der Personen von Vater und Erzeuger keine formlose Veränderung des Rechtszustands möglich ist. Seit der Entwicklung von DNA-Analysen sind echte Realdefinitionen möglich: Wer durch eine DNA-Analyse als Vater eines Kindes ermittelt wird, ist tatsächlich der biologische Vater des Kindes und gilt nicht bloß als solcher. Umgekehrt kann die Tatsache der biologischen Vaterschaft für ein außerhalb einer Ehe geborenes Kind auf der Grundlage eines DNA-Tests nicht mehr bestritten werden.
Nach einem Vaterschaftstest kann geklärt werden, welche rechtlichen Folgen die Tatsache hat, dass der Ehemann der Kindsmutter nachweislich nicht der biologische Vater des während der bestehenden Ehe geborenen Kindes ist. Sofern die Annahme, dass der Ehemann der Kindsmutter Vater des Kindes sei, nicht durch eine Vaterschaftsanfechtungsklage (früher: Ehelichkeitsanfechtungsklage) rechtskräftig angefochten wurde, gilt allerdings auch heute die zitierte lateinische Regel weiter, der zufolge automatisch derjenige Mann, der zum Zeitpunkt der Geburt des Kindes mit dessen Mutter verheiratet war, als dessen Vater im Rechtssinn gilt.